# هوبير مونش
هوبير مونش (بالألمانية: Hubert Münch)‏ هو لاعب كرة قدم ألماني في مركز الدفاع، ولد في 9 أبريل 1941 في شتوتغارت في ألمانيا. لعب مع نادي زيورخ ونادي فينترتور.

## وصلات خارجية
- هوبير مونش على موقع قاعدة بيانات كرة القدم.إي يو (الإنجليزية)
- هوبير مونش على موقع عالم كرة القدم.نت (الإنجليزية)